# لیدفورد
لیدفورد (به انگلیسی: Lydford) یک روستا و محله مدنی در بریتانیا است که در West Devon واقع شده‌است. لیدفورد ۳۹۴ نفر جمعیت دارد.